# 청자 퇴화화문 주전자 및 승반
청자 퇴화화문 주전자 및 승반(靑磁 堆花花文 注子 및 承盤)은 퇴화 기법으로 꽃무늬를 새겨 넣은, 고려청자 주전자와 그 받침이다. 서울특별시 용산구, 삼성미술관 리움에 있으며, 2004년 11월 26일 대한민국의 보물 제1421호로 지정되었다.

## 지정 사유
청자퇴화화문 주전자 및 승반은 주자와 뚜껑, 승반이 제격으로 갖추어진 완전한 한 세트로 작은 원판형 뚜껑에 주자의 몸통은 공처럼 둥근 구형(球形)을 이루었으며, 구연이 크게 외반된 승반은 안바닥이 넓고 편평하게 만들었다.
문양은 미립으로 정제된 백토니(白土泥)와 자토니(裏土泥)를 붓에 묻혀 그리는 퇴화(堆花) 기법으로 그려 넣었다. 뚜껑에는 간략한 꽃잎을 그리고, 주전자의 앞·뒷면에는 활짝 핀 큼직한 화문(花文)을 활달한 필치로 그린 후 주구와 손잡이 등에는 흑색과 백색의 조화를 고려하면서 그렸다. 승반에는 외측면 세 곳에 일정한 간격으로 간략화시킨 꽃을 그려 넣었다.
은은하고 투명한 회청색 광택의 유약을 약간 두껍게 시유하였으며 주자와 승반은 황갈색 모래비짐을 받쳤고, 뚜껑에는 백색 내화토 비짐을 받친 흔적이 남아 있다.
둥근 몸통에 굵직굵직한 주구와 손잡이가 달린 힘찬 형태, 힘 있고 빠른 필치로 그린 문양, 투명한 회청색의 유색 등 12세기의 세련된 청자 양식을 유감없이 보여주는 작품이다.

## 같이 보기
- 고려청자

## 참고 자료
- 청자 퇴화화문 주전자 및 승반 - 국가유산청 국가유산포털